# 시구엔사

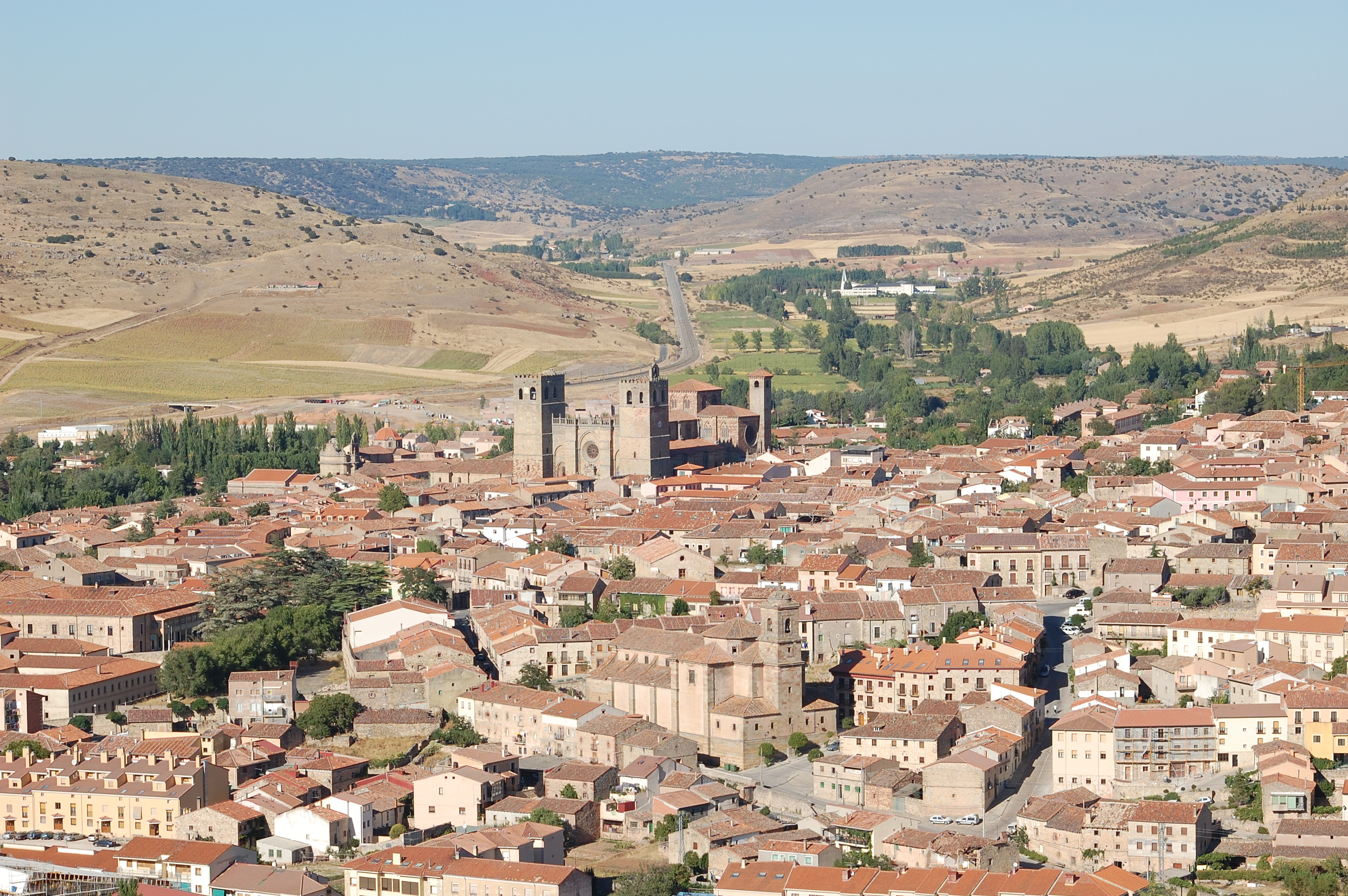
시구엔사

시구엔사(스페인어: Sigüenza)는 스페인 카스티야라만차주 과달라하라도 라세라니아에 있는 도시다. 1124년부터 1492년까지 시구엔사에는 유대인 공동체가 존재했다. 프란시스코 히메네스 데 시스네로스 추기경은 시구엔사에 머무는 동안 히브리어를 배웠다.